# الفبا

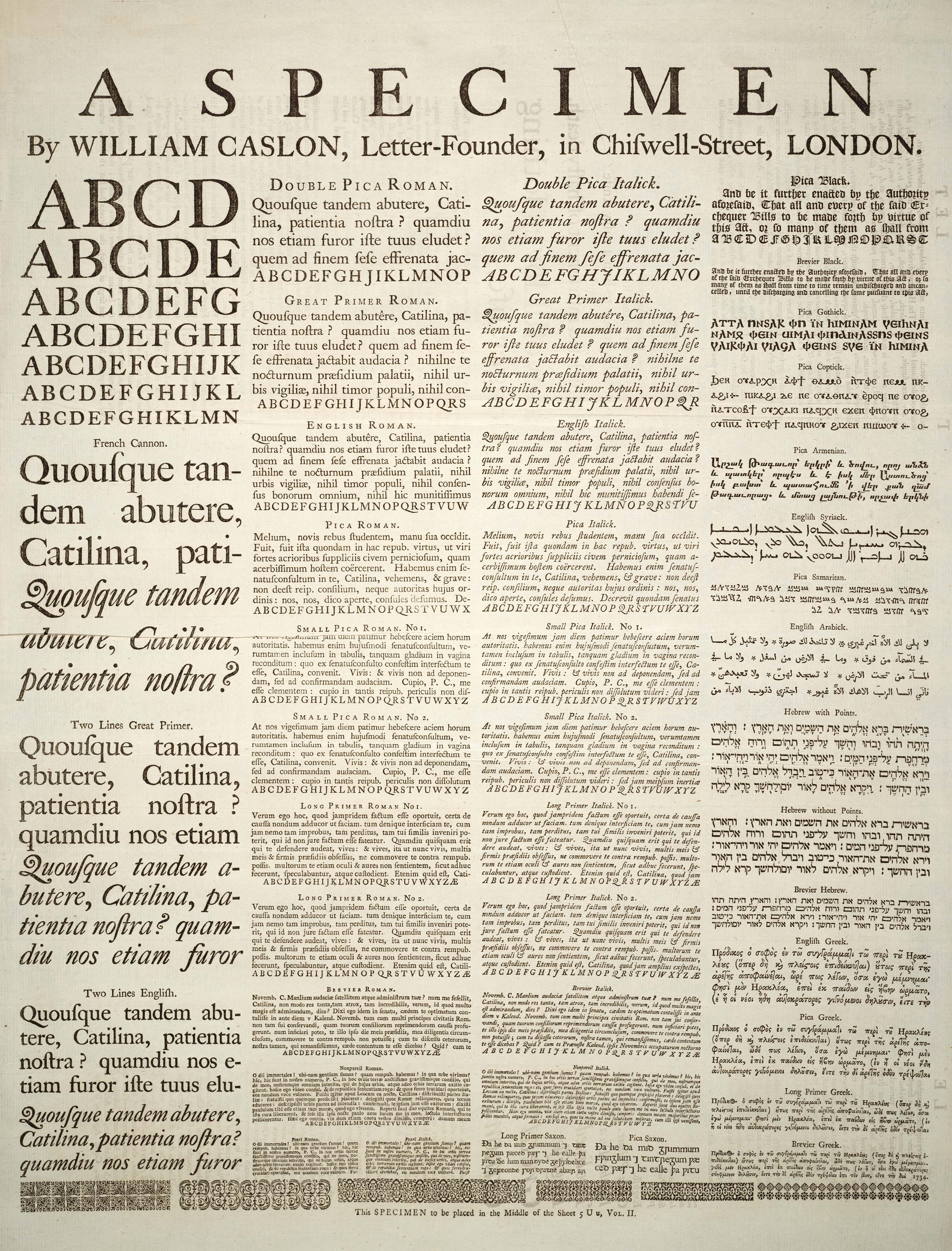
الفبای لاتین

اَلِفبا مجموعه علامت‌هایی است که انسان‌ها برای نشان دادن اصواتِ زبان، در بین خود قرارداد می‌کنند. در خط‌های فارسی و عربی، الفبا معمولاً به نشانه‌های نوشتاری همخوان (صامت) گفته می‌شود که آن‌ها را حروف بی‌صدا هم می‌گویند و معمولاً واکه‌ها (مصوت)، جزء حروف الفبا نیستند و به آن‌ها حروف صدادار می‌گویند؛ ولی برای مصوت‌های بلند سه‌گانه، از سه تا از حروف الفبا استفاده می‌شود و مصوت‌های کوتاه، بدون علامت یا در موارد ضروری، با حرکت‌گذاری عربی و فارسی نشان داده می‌شوند؛ در حالی که در الفبای لاتین، برخی از حروف، نماینده واکه‌ها نیز هستند.

## انواع الفبا
- الفبای فونتیک: در این نوع از الفبا هر شکل تنها نشان‌دهندهٔ یک صدای خاص است مانند ب در الفبای زبان فارسی. الفبای آوانگاری بین‌المللی و الفبای زبان اسپرانتو ازجمله الفباهای فونتیک اند.
- الفبای غیر فونتیک: در این نوع الفبا هیچ شکل نوشتاری تنها یک صدا را نشان نمی‌دهد.
- الفبای نیمه فونتیک: در این نوع از الفبا، برخی شکلها تنها به یک صدا و بعضی به بیش از یک صدا اشاره دارند مانند شکل نوشتاری و در الفبای فارسی که هم صدای صامت و هم صدای مصوت می‌دهد. الفبای فارسی از این گروه است.